# 圣若昂-迪奥瓦尔
圣若昂-迪奥瓦尔是葡萄牙阿威罗区的一个堂区。总面积13.94平方公里，总人口6695人，人口密度480.3人/平方公里。